# William H. Seward
William Henry Seward (16 de mayo de 1801-10 de octubre de 1872) fue un político y abogado estadounidense que fue Gobernador de Nueva York, Secretario de Estado y precandidato presidencial del Partido Republicano.

## Biografía
Seward nació el 16 de mayo de 1801 en Florida, en el condado de Orange, en el Estado de Nueva York y era uno de los cinco hijos de Samuel Sweezy Seward y su esposa Mary Jennings Seward. El padre de Seward era un médico próspero y un hombre de negocios, y fue el fundador del Instituto SS Seward, hoy una escuela secundaria. Seward desempeñó el cargo de presidente del Instituto SS Seward tras la muerte de su padre, incluso mientras fue secretario de Estado.
Seward estudió Derecho en el Union College, donde se graduó en 1820. Durante su etapa universitaria fue miembro de Phi Beta Kappa. Fue admitido a la Barra de Abogados (equivalente estadounidense a un Gremio o Colegio de Abogados) de Nueva York en 1821. En ese mismo año, conoció a Frances Adeline Miller, una compañera de clase de su hermana Cornelia en el Emma Willard's Troy Female Seminary e hija del juez Elijah Miller, de Auburn. En 1823, se trasladó a Auburn, donde se asoció con el juez Miller y juntos fundaron el bufete Miller & Seward. La firma, Miller & Seward, se fusionaría con la firma de Nueva York, Blatchford y Clizbe, en 1854 para formar Blatchford, Seward & Griswold, el predecesor de la firma de abogados, Cravath, Swaine & Moore. En 1824 Seward se casó con Frances Miller; tendrían cinco hijos.

## Inicios en la política y Gobernador de Nueva York
Seward entró a la política con la ayuda de su amigo Thurlow Weed, a quien había conocido por casualidad después de un accidente de diligencia. Fue elegido senador del Senado del Estado de Nueva York, la Cámara alta de la Legislatura del Estado de Nueva York (Asamblea Legislativa estatal) por el 7° distrito senatorial estatal; fue elegido para este escaño cuatro períodos o legislaturas consecutivas entre 1831 y 1834 como candidato del Partido Antimasónico. 
En 1834, fue el candidato del Partido Whig de los Estados Unidos para Gobernador del Estado de Nueva York; en las elecciones celebradas el 3 de noviembre de 1834 perdió al obtener 168.969 votos populares equivalentes al 48,16% del total de los sufragios, frente a 181.905 votos populares equivalentes al 51,84% que obtuvo el gobernador titular y aspirante a la reelección, William L. Marcy, del Partido Demócrata.
De 1836 a 1838 se dedicó al negocio de agente inmobiliario representando a un grupo de inversionistas que habían comprado 3 millones de acres (12.000 km²) de tierras al oeste de Nueva York de la Holland Land Company (Compañía de Tierras Holanda). Él trasladó la oficina de tierras a Westfield, Nueva York, en donde él tuvo éxito reduciendo las tensiones entre los inversionistas y los propietarios de tierras locales.
En 1838 volvió a ser candidato a gobernador del Partido Whig; en los comicios celebrados del 5 de noviembre al 7 de noviembre de ese año, y logró su revancha al ganarle la elección al mismo gobernador demócrata Marcy que lo había derrotado cuatro años antes. En esta ocasión Seward obtuvo 192.882 votos populares equivalentes al 51,39% del total de los sufragios, frente a los 182.461 votos populares equivalentes al 48,61% que obtuvo su rival Marcy. Seward tomó posesión del cargo de gobernador de Nueva York el 1 de enero de 1839. Su victoria y ascenso al poder significaron el fin de la Regencia de Albany, un grupo de políticos que habían dominado la política y los gobiernos del Estado de Nueva York entre 1822 y 1838; así que no sólo los desalojó del poder al derrotar a su último representante en la gobernatura, Marcy, sino que con las reformas radicales que impulsó contribuyó a eliminar su influencia.
Fue reelegido como gobernador en las elecciones celebradas del 2 de noviembre al 4 de noviembre de 1840 (en aquella época el período constitucional de gobierno de los gobernadores de Nueva York era de dos años); obtuvo 222.011 votos populares equivalentes al 50,29% del total de los sufragios, frente a los 216.808 votos populares equivalentes al 49,11% que obtuvo el candidato del Partido Demócrata, William C. Bouck (también hubo un tercer candidato que obtuvo una cifra ínfima de votos). De esta manera fue gobernador hasta el 1 de enero de 1843 (ya que no fue candidato en 1842).    
Durante su gestión como gobernador promovió políticas progresistas, entre ellas la reforma penitenciaria y el aumento del gasto en educación. El apoyo de la financiación estatal para las escuelas de los inmigrantes explotados por su propio clero, y la enseñanza en su lengua materna, así como a escuelas católicas parroquiales, se volvió en su contra en los años 1850 de ese siglo cuando los sentimientos anticatólicos eran muy fuertes, especialmente entre los ex-whigs del futuro Partido Republicano.

## Senador
En las elecciones presidenciales de 1848 Seward hizo campaña por el candidato presidencial del Partido Whig, el general Zachary Taylor, a pesar de que este era propietario de esclavos y Seward era un fuerte opositor a la esclavitud. Taylor ganó la elección y se convirtió en presidente de los Estados Unidos.
Paralelamente Seward, como candidato del Partido Whig, era elegido por la Legislatura del Estado de Nueva York como uno de los dos senadores del Estado de Nueva York en el Senado de los Estados Unidos; Seward tomó posesión de su escaño el 4 de marzo de 1849. Posteriormente fue reelegido para un segundo mandato como senador, que comenzó el 4 de marzo de 1855, por lo que se mantuvo en el Senado del Congreso de los Estados Unidos hasta el 4 de marzo de 1861.
Como senador Seward se destacó por su fuerte lucha contra el "Poder Esclavo"; es decir, la conspiración de la clase política de los estados del Sur de Estados Unidos, defensora de la esclavitud, para apoderarse del poder en la nación y garantizar la permanencia y extensión de la institución de la esclavitud. Seward se convirtió en el líder del sector de los "whigs de conciencia", la facción antiesclavista dentro del Partido Whig; y como tal se opuso al Compromiso de 1850 y se cree que animó al presidente Taylor a rechazarlo.
Seward reconocía que bajo la Constitución de los Estados Unidos la esclavitud era legal en aquel momento, pero negaba que la misma reconociera o protegiera la institución de la esclavitud como tal; además en un célebre comentario en 1850, él dijo que había una ley superior a la Constitución que condenaba la esclavitud. La esposa de Seward, Frances, era una activista del movimiento abolicionista profundamente comprometida; por su determinación la casa de los Seward en Auburn fue utilizada como "casa de seguridad" por el Ferrocarril subterráneo, la red clandestina que ayudaba a los esclavos fugitivos que huían del Sur a pasar al Norte para alcanzar la libertad.
En 1854 se había fundado el Partido Republicano de los Estados Unidos, formado exclusivamente por abolicionistas, disidentes de otros partidos, principalmente del Partido Whig que estaba en proceso de descomposición y desintegración, pero también del Partido Demócrata y de otros, y gente que no había militado antes en ningún partido. El nuevo partido resultaba atractivo para Seward por ser abolicionista o antiesclavista, pero no se afilió de inmediato porque necesitaba del apoyo de la estructura del Partido Whig en el estado de Nueva York para conseguir su reelección como senador en las elecciones de 1854; pero en septiembre de 1855 el Partido Whig de Nueva York y el Partido Republicano de Nueva York celebraron convenciones paralelas simultáneas, pero éstas terminaron fusionándose en una sola con lo que se selló la unificación de ambas organizaciones partidistas a nivel estatal y la anexión o absorción de la filial whig neoyorquina por el nuevo Partido Republicano, con lo que Seward se convirtió en un influyente dirigente republicano.
Cuando se reunió la Convención Nacional Republicana de 1856 (la primera del partido), se mencionaba a Seward como muy probable aspirante a la candidatura del partido a presidente de los Estados Unidos; y de hecho Seward (que fue objeto de una enorme ovación por parte de los delegados de la convención) fue nominado. Pero el amigo y padrino político de Seward, Thurlow Weed, pensaba que el nuevo partido no era lo suficientemente fuerte a nivel nacional como para ganar las elecciones y le aconsejó a Seward esperar hasta las siguientes elecciones; Seward retiró su nominación. Aun así Seward recibió el voto de un delegado en la primera votación informal para elegir al candidato presidencial, aunque luego no recibió ninguno en la votación formal. El candidato presidencial finalmente elegido, John C. Frémont, sería finalmente derrotado por el candidato demócrata James Buchanan.